# فدان تنزاخت (أولاد عبد الدايم)
فدان تنزاخت هو دُوَّار يقع بجماعة دار الكبداني، إقليم الدريوش، جهة الشرق في المملكة المغربية. ينتمي الدوّار لمشيخة أولاد عبد الدايم التي تضم 36 دوار. يقدر عدد سكانه بـ 48 نسمة حسب الإحصاء الرسمي للسكان والسكنى لسنة 2004.

## روابط خارجية
- البوابة الوطنية للجماعات الترابية نسخة محفوظة 12 مارس 2018 على موقع واي باك مشين.
- المندوبية السامية للتخطيط